# Cryogorgia koolsae
Cryogorgia koolsae är en korallart som beskrevs av Williams 2005. Cryogorgia koolsae ingår i släktet Cryogorgia och familjen Plexauridae. Inga underarter finns listade i Catalogue of Life.